# Inés Tsao Kueiying
Inés Tsao Kueiying (en chino tradicional y simplificado, 曹桂英 雅妮) o Inés Cao Guiying (Wujiazhai, 28 de abril de 1821 - Yaoshan, 1 de marzo de 1856), fue una viuda y catequista china, que sufrió el martirio, durante la regencia de la dinastía Qing (Imperio manchú de China). Es venerada como santa por la Iglesia católica, y conmemorada el 1 de marzo.

## Hagiografía
Inés nació el 28 de abril de 1821 en la aldea de Wujiazhai, en la provincia de Guizhou, y provenía de una familia católica en la provincia de Sichuan. Inés había quedado huérfana muy joven, y pasó su adolescencia en un orfanato católico.
Se casó a los 18 años, con un hombre cuya familia, incluido él mismo, la maltrataban. Su esposo enfermó gravemente y ella fue la encargada de cuidarlo en su enfermedad, hasta su muerte. Dos años después del matrimonio, ella quedó en situación vulnerable, pues la familia de su esposo la expulsó del hogar.

### Vida religiosa
Inés se movilizó hasta Xingyi, ya como viuda, buscando un empleo, y una mujer la acogió en su casa y le permitió vivir en la ciudad. Conoció allí al obispo Bai, quién la guio en su vida espiritual, llegando a ser una persona relevante en la parroquia de Xingyi.
Un día Agustín Zhao Rong, un misionero católico que estaba de visita en la casa donde se hospedaba Inés, la convenció de que fuera de misión en la enseñanza de la palabra de Dios, pues tenía dotes, según su criterio, de evangelizadora y misionera. Inés se trasladó a Baijiazhai en 1852, donde inició su obra, y donde también oficio de niñera y cocinera ocasional.

### Martirio
En 1856, fue arrestada por las autoridades, junto a otros cristianos. Sin embargo, días después fueron liberados sus compañeros, excepto un sacerdote de nombre Ma, y ella. El padre Ma falleció en prisión, mientras que ella sufriría el martirio más adelante. El juez que la iba a juzgar quiso que renegara de su fe, pero ella se negó. Fue entonces encerrada en una jaula, el día 22 del primer mes (del calendario chino), de donde no saldría viva, por las condiciones de su retención. Murió tres días después, el 1 de marzo de 1856 (fecha de calendario gregoriano), a los 34 años.

## Onomástico y Culto público
Fue beatificada por el Papa León XIII, el 27 de mayo de 1900, en Roma, y 100 años después, el 1 de octubre de 2000, en la Plaza de San Pedro, el Papa Juan Pablo II, la canonizó, junto a otros 120 mártires encabezados por Agustín Zhao Rong.
Tiene una iglesia consagrada en su honor, en Toronto, donde existe una importante comunidad de cristianos chinos. El templo se llama Iglesia de Santa Inés Kouying Tsao. Su memoria litúrgica se celebra el 1 de marzo.